# Fernando Previtali
Fernando Previtali (Adria, 16 febbraio 1907 – Roma, 1º agosto 1985) è stato un direttore d'orchestra e compositore italiano.

## Biografia
Diplomatosi presso il conservatorio di Torino in violoncello, pianoforte, organo e composizione. Ebbe fra i suoi maestri Franco Alfano e Ulisse Matthey, inizia la sua carriera come violoncellista. Divenne assistente di Vittorio Gui sul finire degli anni venti, sposandone successivamente la figlia Oriana. Dopo essersi alternato col suocero alla direzione dell'Orchestra Sinfonica di Firenze nel periodo 1928-1936, assunse successivamente, fino al 1953, la direzione dell'Orchestra Sinfonica della Rai di Roma. In questi anni si affermò nell'opera di rinnovamento della cultura musicale italiana.
Nel 1933 dirige Sogno di una notte di mezza estate (Mendelssohn) per la regia di Max Reinhardt con Carlo Lombardi, Cele Abba, Giovanni Cimara, Nerio Bernardi, Rina Morelli, Sarah Ferrati, Cesare Bettarini, Armando Migliari, Ruggero Lupi, Luigi Almirante, Giuseppe Pierozzi, Memo Benassi, Evi Maltagliati ed Eva Magni al Giardino di Boboli per il Maggio Musicale Fiorentino e la prima assoluta di Sardegna (poema sinfonico) di Ennio Porrino al Teatro Comunale di Firenze.
Nel 1934 dirige El retablo de maese Pedro con Guglielmo Morresi a Palazzo Pitti e Manon (Massenet) con Mafalda Favero al Comunale di Firenze.
Nel 1935 dirige Savonarola di Mario Castelnuovo-Tedesco in Piazza della Signoria di Firenze con Benassi, Fosco Giachetti, Filippo Scelzo, Ernesto Sabbatini, Pio Campa, Carlo Tamberlani, Nando Tamberlani, Almirante e Lombardi.
Nel 1936 dirige Turandot di Ferruccio Busoni con Gabriella Gatti ed Agnese Dubbini per la radio EIAR.
Nel 1938 al Teatro Carlo Felice di Genova dirige la prima assoluta di La caverna di Salamanca di Felice Lattuada con Magda Olivero, al Comunale di Firenze L'isola disabitata di Franz Joseph Haydn con Licia Albanese e L'Amfiparnaso di Orazio Vecchi con la Albanese, Fernando Farese, Micaela Giustiniani e Guido Gatti ed al Teatro Donizetti di Bergamo Otello (Verdi) con Maria Caniglia, Aureliano Pertile, Angelo Mercuriali, Gino Del Signore e Mariano Stabile (cantante).
Nel 1939 al Teatro La Fenice di Venezia dirige la prima assoluta di Re Hassan di Giorgio Federico Ghedini con Irene Minghini Cattaneo, Cloe Elmo, Giovanni Voyer e Tancredi Pasero, al Teatro della Pergola di Firenze L'Enfant et les sortilèges con Attilia Radice e L'Amfiparnaso e per l'EIAR I compagnacci di Primo Riccitelli.
Nel 1940 a Venezia dirige Le nozze di Figaro con la Gatti e Stabile ed a Firenze la prima assoluta di Volo di notte (opera) con Frank Valentino, Antonio Melandri e Suzanne Danco e Turandot di Busoni con Maria Carbone e Saturno Meletti.
Nominato direttore stabile dell'Orchestra di Santa Cecilia e direttore artistico della stessa Accademia nazionale di Santa Cecilia, presso la quale ebbe anche la cattedra di perfezionamento in direzione d'orchestra. Tra i suoi allievi più noti vi fu Erminia Romano, la prima ed unica donna per molti anni, che si perfezionò in direzione d'orchestra nel 1958. Previtali ha svolto un'intensa attività anche nel campo del teatro musicale, intesa alla conoscenza del patrimonio musicale moderno.
Direttore eclettico, egli ha unito all'oggettività, che era la sua dote più peculiare, una rara capacità interpretativa.

È stato autore di musiche per orchestra e di pagine strumentali e vocali da camera, e ha pubblicato nel 1951 una Guida allo studio della direzione d'orchestra.

## Discografia
- Bellini: I Puritani - Franco Calabrese/Sesto Bruscantini/Mario Filippeschi/Orchestra Sinfonica e Coro Di Roma Della RAI/Fernando Previtali/Rolando Panerai/Lina Pagliughi, Urania
- Casella: La donna serpente - Mirto Picchi/Magda László/Renata Mattioli/Luisella Ciaffi/Orchestra Sinfonica di Milano della RAI/Fernando Previtali/Coro di Milano della RAI/Giulio Bertola, 1959 Classical Moments
- Cilea: Gloria - Enrico Campi, 1932 Bongiovanni
- Donizetti: Il Duca d'Alba - Orchestra Sinfonica e Coro della RAI di Roma/Fernando Previtali/Aldo Bertocci/Nestore Catalani/Piero Guelfi, OperaPrima
- Mozart: Las Bodas de Figaro - Orquesta Sinfónica Y Coro De La RAI De Roma/Fernando Previtali/Sesto Bruscantini/Gabriella Gatti, C.R. Digital Contents/Jamada Digital
- Ponchielli: La Gioconda - Orchestra & Chorus of the Accademia di Santa Cecilia, Rome/Fernando Previtali/Milanov/Elias/Amparan/Di Stefano/Warren/Clabassi/RCA poi DECCA
- Puccini: Suor Angelica - Orchestra e Coro della Radio Italiana/Fernando Previtali/Rosanna Carteri/Miti Truccato Pace/Marta Solaro/Amelita Minniti/Lia Ceri/Wanda Straoo/Gilda Capozzi/Carla Pozzi, Global Village
- Rossini: William Tell - Giangiacomo Guelfi/Gianni Raimondi/Leyla Gencer/Coro e Orchestra del Teatro San Carlo di Napoli/Fernando Previtali, 1965 LRC LTD/Opera d'Oro
- Rossini: El Barbero de Sevilla - Orquesta Sinfónica y Coro de la RAI de Milán/Fernando Previtali/Giulietta Simionato/Luigi Infantino/Giuseppe Taddei/Carlo Badioli, 1950 C.R. Digital Contents/Past/Jamada Digital/Mastercorp/Documents
- Verdi: La Traviata - Anna Moffo/Richard Tucker/Robert Merrill/Rome Opera Orchestra/Fernando Previtali, RCA RED SEAL - BMG/Past
- Verdi: Nabucco - Fernando Previtali/Paolo Silveri/Gabriella Gatti/Mario Binci/Caterina Mancini/Antonio Cassinelli, Preiser/Saland Publishing/Urania/JamadaDIgital
- Verdi: Rigoletto - Orchestra & Chorus of Teatro Colon/Fernando Previtali/Cornell MacNeil/Richard Tucker, Opera d'Oro
- Verdi: Luisa Miller - Fernando Previtali/José Carreras/Katia Ricciarelli/Renato Bruson, Opera d'Oro
- Verdi: I Lombardi alla Prima Crociata - Aldo Bertocci/Mario Petri/Orquesta Sinfónica de la RAI de Milán/Fernando Previtali, Combat Rock S.L.
- Verdi: La forza del destino (Live) - Mario Verazzi/Virgilio Tavini/Guerrino Boschetti/Chorus & Orchestra of the Teatro Colón/Fernando Previtali/Gre Brouwenstijn/Aldo Protti/Richard Tucker/Mignon Dunn/Norman Scott/Giulio Viamonte/Ruzena Horakova/ Victorio Bacciato, Walhall Eternity
- Verdi: La Forza del Destino - Orchestra & Chorus of the Accademia di Santa Cecilia, Rome/Fernando Previtali/Zinka Milanov/Giuseppe Di Stefano/Leonard Warren/Rosalind Elias/Giorgio Tozzi, RCA poi DECCA/Mastercorp/Documents
- Verdi: Le Trouvere - Orchestre Symphonique & Choerus De Rome De La Radio Et Television Italienne/Fernando Previtali, Mastercorp
- Labò: An Operatic Recital - Orchestra dell'Accademia Nazionale di Santa Cecilia/Fernando Previtali/Flaviano Labò, Decca